# Philaster

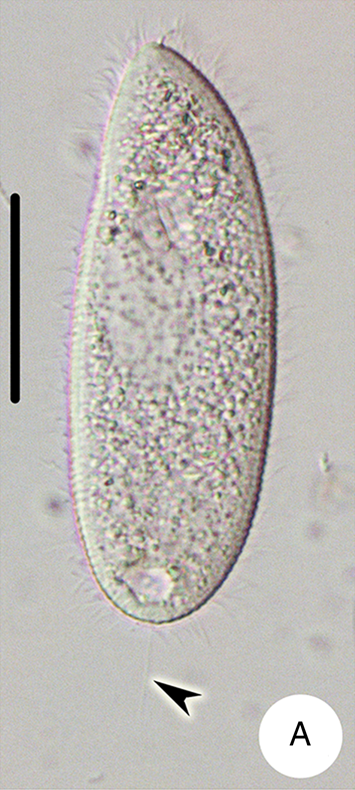
LM-Aufnahme von Philaster apodigitiformis, Ventralansichten eines Individuums in vivo. Caudale Zilie ca. 10 μm lang, Balken: 15 μm.

Philaster ist eine Gattung von Wimpertierchen aus der Familie Philasteridae.
Die Arten Philaster lucinda und Philaster guamense sind maßgeblich an der „schnellen Nekrose von Korallengewebe“ (englisch Rapid Tissue Necrosis, RTN) beteiligt.
Eine Philaster apodigitiformis nahestehende Art ist am massenhaften Sterben des Atlantischen Diademseeigel (Diadema antillarum) und anderer Arten aus der Familie der Diademseeigel (Diadematidae) ursächlich beteiligt.

## Artenliste
Die hier angegebene Artenliste hat den Stand vom 23. Oktober 2024:
Gattung Philaster Fabre-Domergue, 1885(G,N,O,T,W)
- Spezies Philaster apodigitiformis Miao et al. 2009(e,H,N)[1][6]
- Spezies Philaster bergeri Grolière, de Puytorac & Grain, 1980(e,G,W)
- Spezies Philaster digitiformis Fabre-Domergue, 1885(e,G,N,O,T,W) — Typusart(T)
- Spezies Philaster guamense (Lobban et al. 2011) [Porpostoma guamensis Lobban et al. 2011, Philaster guamensis,(H) Uncultured ciliate clone BrB(H,N)][4][7][8][2]
- Spezies Philaster hiatti Thompson, 1969(e,G,T)
- Spezies Philaster lucinda(H)[3][2][9] [Uncultured Philaster sp. clone WB(H,N)][4]
- Spezies Philaster resedaceus Tucolesco, 1962(e,G)
- Spezies Philaster salinus Tucolesco, 1962(e,G)
- Spezies Philaster sinensis Pan et al. 2015(e,N) [Philaster sp. FG-2014(N)][10]
- Spezies Philaster sp. cil1TANK(N)[11]
- Spezies Philaster sp. cil2TANK(N)[11]
- Spezies Philaster sp. cil3TANK(N)[11]
- Erreger der Diademseeigel-Scuticociliose (DSc):
  - Philaster sp. SZ-07041501 [Philaster sp.-SZ-07041501[6]]
  - Philasterida sp. isolate FWC1(H,RN)[12] [Ciliate culture FWC1(H)]
  - Philasterida sp. isolate FWC2(H,R,N)[13] [Ciliate culture FWC2(H)]
  - Philasterida sp. isolate USF152(H,RN)[14] [Ciliate culture USF152(H)]
  - Philasterida sp. strain tDaCF9(H,N)[15]
  - Uncultured ciliate clone t67(H,R,N)[16]
  - Ciliophora sp. isolate DeadRed1, DeadRed3, DeadRed8, DeadRed9, DeadRed10, DeadRed11, DeadRed12, DeadRed13, DeadRed16(R,N)[17] – isoliert aus Diadema setosum.
  - Philasterida sp. isolate HG1[18][A. 1]

Anmerkungen:
(e)G– Encyclopedia of Life (eoL)
(G)G– Global Biodiversity Information Facility (GBIF)
(H)G– Ian Hewson et al. (2023)
(N)G– National Center for Biotechnology Information (NCBI) Taxonomy Browser
(O)G– Ocean Biogeographic Information System (OBIS)
(R)G– Lacan Roth et al. (2014)
(T)G– The Taxonomicon (taxonomy.nl)
(W)L– World Register of Marine Species (WoRMS)

## Etymologie
Der Name der Gattung setzt sich zusammen aus dem Präfix ‚phil-‘ (von altgriechisch φίλος filos, deutsch ‚geliebt‘) und einem von altgriechisch αστέρ astér, deutsch ‚Stern‘ abgeleiteten Suffix, vermutlich in Anlehnung an Seesterne; er bedeutet also wörtlich „Freund der Seesterne“, was vielleicht auf den (fakultativen) Parasitismus dieser Wimpertierchen an Stachelhäutern hinweist, zu denen u. a. Seeigel und Seesterne gehören.

## Rapid Tissue Necrosis (RTN)der Korallen
Die sog. schnelle Nekrose von Korallengewebe (Korallen-RTN, englisch Coral Rapid Tissue Necrosis, Coral-RTN) tritt spontan auf. Es wird durch eine übermächtige Infektion des Korallengewebes durch die RTN-Parasiten Philaster lucinda und Philaster guamense verursacht (Deukmedjian, 2018). Diese beiden Arten von mikroskopischen Parasiten wurden stets im Fall von Korallen-RTN gefunden. Verräterischen Anzeichen einer Infektion des Korallengewebes und des Skeletts durch RTN-Parasiten sind ein schneller Gewebeverlust auf Teilen oder der gesamten Korallen-Kolonie; das Gewebe der Krustenanemonen (Zoanthidea) wird braun und geleeartig (engl. zoanthid or mushroom melting, auch je nach Ausprägung brown jelly syndrome, BJS oder brown band syndrome, BrB genannt).

Die ersten Hinweise darauf, dass Angehörige der Gattung Philaster RTN und Korallenbleiche (engl. White Syndrome) auslösen können, hatte dabei bereits im Jahr 2011 Michael J. Sweet durch Analyse der 18S rRNA bei im Februar erkrankten Aquarienkorallen im Vereinigten Königreich gefunden.
Seitdem wurden Philaster-Arten immer wieder als Ursache von Korallenkrankheiten gefunden, vor allem indem sie sich Zellen ihrer Korallenwirte einverleiben, möglicherweise auch indem sie die Zooxanthellen der Korallen „stehlen“.

## Philaster lucinda
Der Körper der Wimpertierchen von der Art Philaster lucinda (beim NCBI: Uncultured Philaster sp. clone WB) ist in der Größe variabel (zwischen 60 und 200 × 20–60 μm). Die Form ist schlank, im Umriss variabel zylindrisch bis spindelförmig (fusiform).
Der Körper ist vorne (anterior) verschmälert und auffallend spitz.
Die Farbe der Einzeller reicht von gelb bis braun und resultiert vor allem durch die Einverleibung und Verdauung von Zooxanthellen.
Die Länge der Buccalhöhle (Mundhöhle, engl. buccal field) ist groß und nimmt etwa 40–50 % des Körpers ein.
Der Zellmund (Cytostom) ist auffallend und tief eingesenkt.
Der Makronukleus ist bandförmig, verdreht und zentral angeordnet, an ihm hängen mehrere Mikronuklei.
Es gibt eine kleine, endständig gelegene kontraktile Vakuole, oft sichtbar.
Die Flimmerhärchen (Cilien) sind etwa 5–10 μm lang, die oralen (am Mundbereich) 10–15 μm, das kaudale (schwanzartige) 12–15 μm.
Die Paroralmembran ist L-förmig und befindet sich auf der rechten Seite der Mundhöhle.
Auf den Korallen bewegt sich Philaster lucinda durch schnelles Schwimmen fort, wobei sie sich unregelmäßig um ihre Hauptkörperachse drehen, so dass eine spiralförmige Fortbewegung entsteht. Für die Nahrungsaufnahme bleiben die Einzeller für kurze Zeit stillstehen.
Philaster lucinda ist häufig an der Schnittstelle von Verletzungen zu sehen oder wühlt sich unter das Gewebe. Sie brechen schließlich aus der Mundöffnung einzelner Polypen hervor.

## Philaster guamense
Der Körper von Philaster guamense (mit Schreibvariante Philaster guamensis, Basionym Porpostoma guamensis, beim NCBI: Uncultured ciliate clone BrB) ist mit etwa 200–500 × 20–75 μm größer als bei Philaster lucinda.
Der Umriss der Einzeller ist ähnlich wie bei vielen anderen Vertretern der Gattung Philaster variabel, von zylindrisch bis spindelförmig (fusiform), er ist vorne (anterior) aber abgerundet.
Diese Wimpertierchen sind farblos bis bräunlich-gelb, innen befinden sich meist zahlreiche Nahrungsvakuolen oder Zooxanthellen.
Die orale Vertiefung (Mundgrube) ist auffallend und tief eingeschnitten.
Die Buccalhöhle (Mundhöhle, engl. buccal field) macht ebenfalls ca. 30–40 % der Zelllänge aus.
Der Zellmund (Cytostom) ist deutlich durch Fasern abgegrenzt, die zu einem sich über ca. 30 % der Zelllänge erstreckenden Zytopharynx führen.
Der Makronukleus ist wurstförmig, länglich, oft gebogen; er befindet sich in der Mitte der Hauptzellachse.
Es wurde bisher kein Mikronukleus beobachtet, was aber daran liegen mag, dass die Zellkerne der Beute – Zooxanthellen und Nesselzellen (Nematocy[s]ten, engl. auch cnidocytes) der Korallen – die Identifizierung erschweren.
Auch Philaster guamense wurde bei der Aufnahme (Vertilgung) von Korallengewebe beobachtet, diese Art war aber weniger aktiv als Philaster lucinda; sie scheint eine untergeordnete Rolle beim Verlust von Korallengewebe zu spielen.
Diese Einzeller wurden oft gesehen, wie sie sich von der Hauptläsion zurückziehen und sich darum in großer Zahl versammeln, was das Aussehen eines braunen Bandes ergibt (BrB-Symptom). Diese Wimpertierchen fixieren sich oft mit dem einen Ende am Korallenskelett und hängen dann horizontal oder senkrecht daran.
Die Zellteilung dieser Art wurde bei isolierten Exemplaren nur beschrieben, ist aber allgemein häufig zu beobachten; sie führt anscheinend oft zu Tochterzellen, die zunächst dem Aussehen der kleineren Schwesterart Philaster guamense ähneln.

## Philaster apodigitiformis

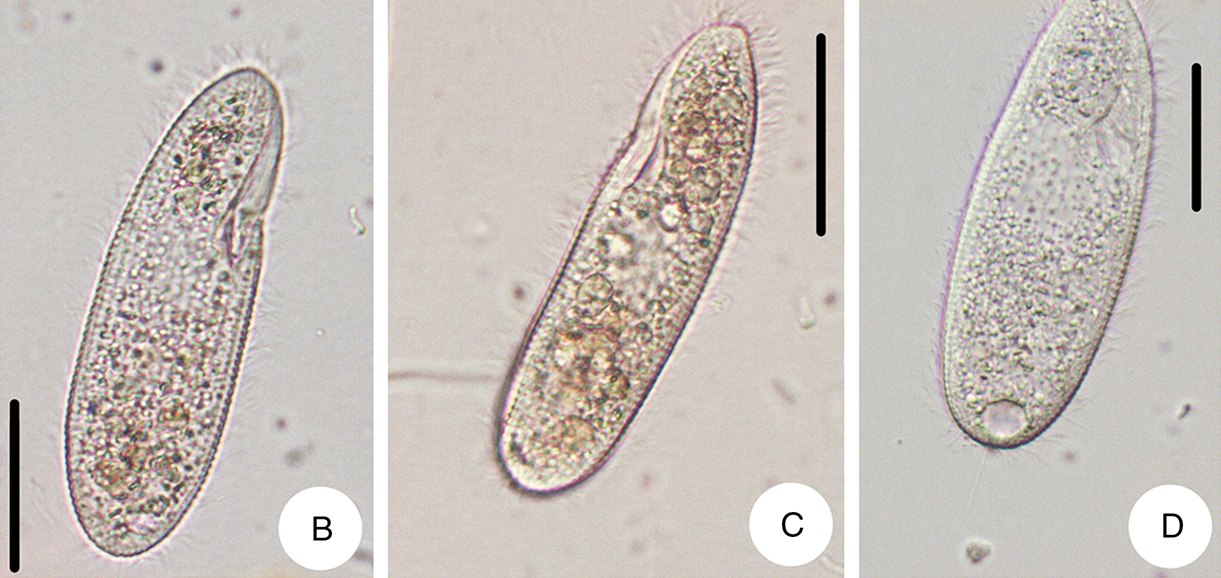
LM-Aufnahme von Philaster apodigitiformis, Ventralansichten dreier Individuen in vivo. Balken: 15 μm.

Im Mai 2007 wurde die zuvor unbeschriebene parasitische Art Philaster apodigitiformis aus einen Tag alten Eiern der Fischspezies Takifugu rubripes (Kugelfische) von einer Fischzuchtanlage in der Nähe von Qingdao, China, isoliert. Es konnten allerdings keine Kulturen angelegt werden, da die Wimpertierchen nur ein bis zwei Stunden getrennt vom Wirt (Biologie) überlebten.
Philaster apodigitiformis ist durch die Kombination folgender Merkmale charakterisiert: Der Zellkörper oval und beidseitig leicht abgeflacht, die Zilien (Flimmerhärchen) der Paroralmembran sind auffallend lang und sehen eher wie Segel aus, beide Membranellen 1 und 2 sind dominant und es sind etwa 40 somatische Kinetien vorhanden.
Das Gen für die kleinen Untereinheit ribosomalen RNA (SSU-rRNA) von Philaster apodigitiformis, isoliert aus Eiern von Takifugu rubripes, wurde 2009 von Miao et al. sequenziert.
Die phylogenetische Analyse zur Ermittlung der Position und Verwandtschaft dieser Wimpertierchen unter den Scuticociliatia zeigte, dass Philaster apodigitiformis eindeutig in die Ordnung Philasterida fällt und am engsten mit der Gruppe um Uronema paranophrys verwandt ist, zu der die Familien Uronematidae, Parauronematidae, Thyrophilacidae und Entorhipidiidae gehören.
Eine weitere marine Form (provisorisch von Miao et al. als Philaster sp.-SZ-07041501 bezeichnet), die schlank und freilebend ist und in vivo durch eine unauffällige Paroralmembran und einer größeren Buccalhöhle, die sich bis etwa zur Äquatorhöhe erstreckt, gekennzeichnet ist, wurde von Yangang Wang aus dem küstennahen Wasser bei Shenzhen (Südchina) isoliert. Da nur einige Exemplare gewonnen wurden, konnten allerdings keine weitergehenden taxonomischen Untersuchungen durchgeführt werden.
Ein Sequenzvergleich der 18S rRNA von P. apodigitiformis zeigte 2023 unter den bis dato bekannten Philaster-Arten die größte Ähnlichkeit mit Sequenzen der nicht kultivierten P. guamense und Philaster lucinda auf, die beide aus Korallen isoliert wurden, die von der Braunband- und Weißbandkrankheit (englisch brown band and white band diseases) sowie der Korallenbleiche (engl. white syndrome) betroffen waren.

## Diademseeigel-Massensterben (Diadematidae-Scuticociliose, DSc)

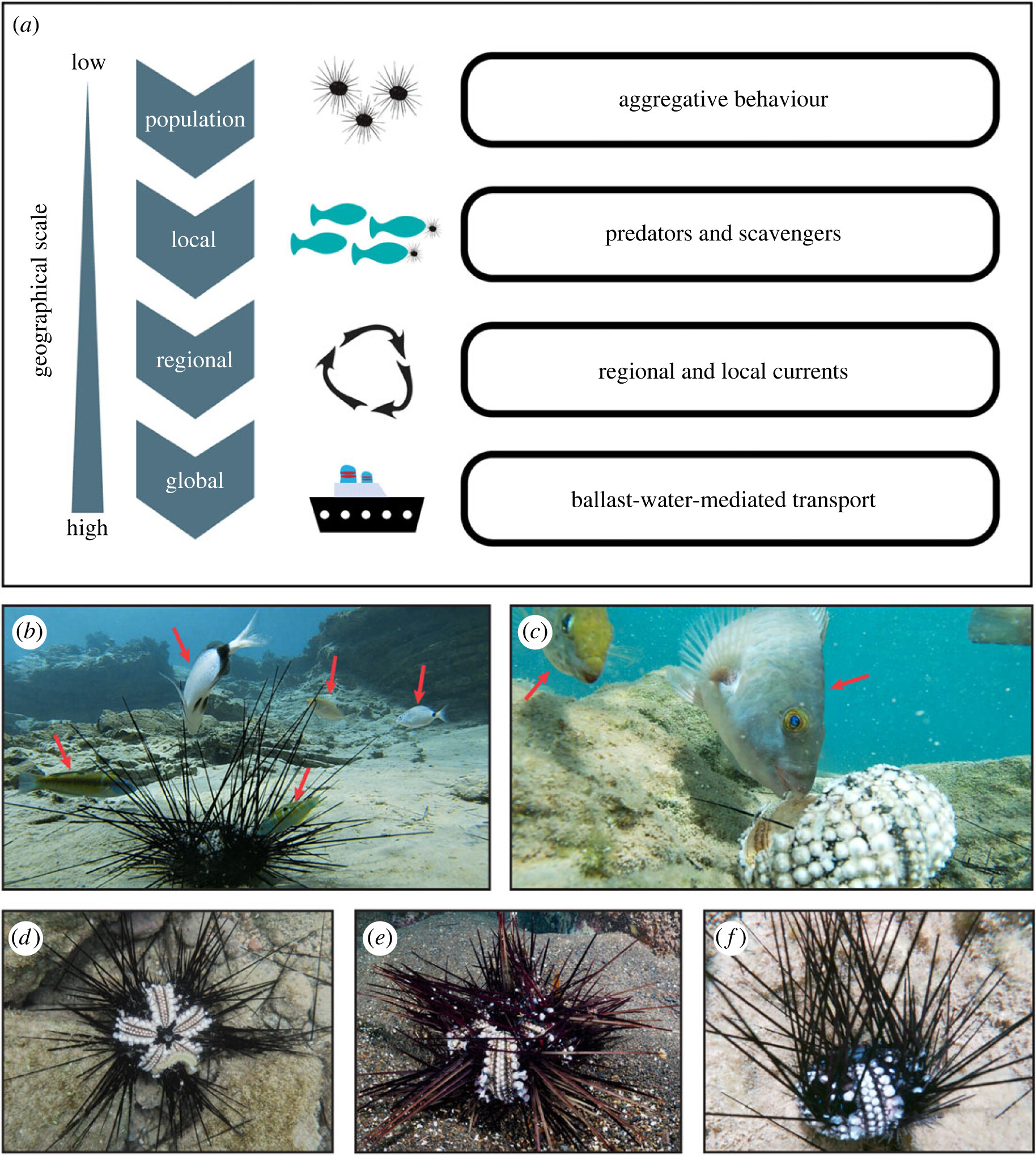
Diadema-Sterblichkeit
(a) Die verschiedenen geografische Skalen des Erregertransports während der Diadema-Massensterbeereignisse.
(b,c) Fische (rote Pfeile, von links nach rechts: Meerpfau, Zweibindenbrasse, Meerpfau, Siganus rivulatus, Ringelbrasse, S. rivulatus und Europäischer Papageifisch), die sich von toten und sterbenden D. setosum vor der griechischen Insel Alimia ernähren (13. September 2022).
(d) Atlantischer Diademseeigel (D. antillarum), (e) Schwarzer Diademseeigel (D. africanum) und (f) Gemeiner Seeigel (D. setosum) mit typischem krankheitsbedingtem Gewebeverlust.

Weltweit wurden immer wiederkehrende Massensterben (englisch mass mortality events, MMEs) von Diademseeigel-Arten festgestellt, von denen das lange Zeit bekannteste und ökologisch bedeutsamste 1983 in der Karibik auftrat und zur Verlagerung von Korallen- zu algendominierten Ökosystemen beitrug. In den Fällen, in denen die Ursache eines Seeigel-Massensterbererignisses geklärt werden konnte, wurden als Erreger Scuticociliatia-Wimpertierchen der Gattung Philaster identifiziert.

### Karibik: Atlantischer Diademseeigel (Diadema antillarum)
Das erste große Seeigel-Massensterben ereignete sich 1983/1984 in der Karibik. Die Populationsdichten des betroffenen langstachligen Atlantischen Diademseeigels (Diadema antillarum) verzeichneten einem Rückgang um 98 % im Vergleich zur Zeit davor. Die ökologisch funktionierende Population von D. antillarum erholte sich nur langsam und lag auch 30 Jahre später noch bei geschätzt 12 % der Dichte vor diesem Ereignis.
Im Januar 2022 kam es dann – wie von Hewson et al. (2023) berichtet – zu einem weiteren Massensterben dieser Spezies in der Karibik. Die Krankheit wurde Ende Januar vor Saint Thomas (Amerikanische Jungferninseln) entdeckt; bis Ende März wurde sie in neun weiteren karibischen Inselstaaten der Kleinen Antillen und Jamaika sowie in der mexikanischen Karibik gefunden; im Juni auch auf den meisten der Großen Antillen, in Florida und auf Curaçao gemeldet. Innerhalb weniger Tage verloren die von diesen Symptomen betroffenen Seeigel mit diesen Anzeichen katastrophal viele ihrer Stacheln, mit Verlust von Epidermisgewebe und Freilegung der darunter liegenden Schale führte, was rasch (innerhalb weiterer ~2 Tage) zum Tod führt. Außerdem führte der Verlust der Stacheln dazu, dass sie von in der Nähe befindlichen Fressfeinden wie Fischen und Wirbellosen erbeutet wurden.
In diesem Fall konnten Wimpertierchen aus der Gruppe (Unterklasse) Scuticociliatia, mit größter Ähnlichkeit zu dem Fischparasit Philaster apodigitiformis von Hewson et al. (2023) als Verursacher ausgemacht werden:
Sie waren durchweg an den betroffenen Stellen mit den erkrankten Seeigeln anzufinden, fehlten aber an den nicht betroffenen Stellen im Meer.
Um den Verdacht zu erhärten, wurde aus einem erkrankten vor Ort gesammelten Exemplar eine Philaster-Kultur isoliert.
Die experimentelle Behandlung naiver Seeigel mit dieser Kultur führte zu mit denen des Massensterbens übereinstimmenden Symptomen; zudem wurden in den behandelten Exemplaren dieselben Wimpertierchen postmortem (in große Zahl) wiedergefunden.
Insgesamt wurde anhand der Sequenzvergleiche eine Gruppe von vier eng verwandten fraglichen Philaster-Stämmen bestimmt (FCW1, FCW2, USP152 und tDaCF9).
Eine noch größere Ähnlichkeit dieser Erreger als zu dem Fischpathogen P. apodigitiformis könnte zu den Verursachern der Korallen-RTN, Philaster lucinda und P. guamense [P. guamensis] bestehen.
Ob die für das Massensterben 2022 verantwortliche oder eine nahe verwandte Philaster-Art bereits am Massensterben von D. antillarum in den 1980er Jahren beteiligt war, konnte von Hewson et al.(2023) nicht mehr geklärt werden.

### Östliches Mittelmeer: Gewöhnlicher Diademseeigel (Diadema setosum)
2022/2023 wurden erste Hinweise auf ein Massensterben des Gewöhnlichen Diademseeigels (Diadema setosum) aus dem östlichen Mittelmeer gemeldet.
Im Mai 2023 berichteten Zirler et al. über dieses Massensterben, das seinen Anfang am 15. Juli 2022 vor dem Hafen der zu Griechenland gehörenden Insel Kastelorizo vor der türkischen Küste genommen hatte.
Dies war nicht nur der erste Bericht über ein Massensterben von D. setosum, sondern ist auch der bisher (Stand Oktober 2024) einzige bekannte Bericht über das Sterben einer invasiven Art im Mittelmeer.
Eine Ursache konnte zum damaligen Zeitpunkt (2023) noch nicht dingfest gemacht werden.
Bei einem Mortalitätsereignis von D. setosum September 2023 in der Gökova-Bucht (Golf von Gökova) in der südlichen Ägäis fanden Inci Tuney, Cem Dalyan et al. jedoch (wie im Juli 2024 an das NCBI gemeldet) Sequenzen eines Philasterida sp. isolate HG1 genannten Stammes, was darauf schließen lässt, dass auch hier parasitische Wimpertierchen der Scuticociliatia die Verursacher sind.

### Rotes Meer und im westlicher Indischer Ozean:Echinothrix calamaris,Diadema setosum
Wie von Roth et al. im Mai 2024 berichtet, hatten sich die Seeigel-Massensterbe-Ereignisse inzwischen von lokalen Epidemien bei einzelnen Spezies zu einer weltweiten Pandemie ausgeweitet, von der bis heute (Oktober 2024) mehrere Seeigelarten der Ordnung Diadematoida, insbesondere aber der Familie der Diademseeigel (Diadematidae) betroffen sind.
Zu verzeichnen waren die bislang weltweit schwersten dieser Massensterben im Roten Meer und im westlichen Indischen Ozean (WIO), von denen die Spezies Gewöhnlicher Diademseeigel (Diadema setosum) und Kalmar-Diademseeigel (Echinothrix calamaris) betroffen waren.
Das Sterben begann im Dezember 2022 im Golf von Aqaba (GOA) und erstreckte sich über das Rote Meer, den Golf von Oman und den Westindischen Ozean bis einschließlich der Insel Réunion, wobei der Rückgang der Populationen an einigen Stellen (wie dem Golf von Aqaba) 100 % erreichte (Totalverlust).
Die infizierten Individuen sind durch massiven Verlust ihrer Stacheln und Gewebenekrose gekennzeichnet, was zu freiliegenden Schalen (Testae) und schließlich zum Tod führt.
Molekulare Analysen des 18S-rRNA-Gens bestätigten wieder ein Philaster-ähnliches Wimpertierchen der Scuticociliatia als Verursacher.
Der in den infizierten Exemplaren isolierte Erreger ist unter den veröffentlichten Spezies am engsten mit Philaster apodigitiformis verwandt, und offenbar sogar identisch mit dem Erreger, der bei dem Massensterben von Diadema antillarum in der Karibik 2022 gefunden wurde.

### Gemeinsamkeiten
Insgesamt weisem Ausbruch, Pathologie und Verlauf der Mortalität bei den folgenden Massensterbe-Ereignissen große Ähnlichkeiten auf:
- D. antillarum in der Karibik,
- D. setosum im Mittelmeer,
- D. setosum Klade b und E. calamaris im Roten Meer inkl. Golf von Aqaba (GOA), sowie
- E. diadema (Schwarzer Diademseeigel), E. calamaris, D. savignyi und D. setosum clade a im westlichen Indischen Ozean (WIO)

### Pathologie
Wimpertierchen aus der Gruppe (Unterklasse) der Scuticociliatia werden allgemein als Erreger einer Vielzahl von Scuticociliose (englisch scuticociliatosis) genannter Krankheiten mariner Tiere angesehen, darunter sowohl Wirbellose als auch Wirbeltiere wie Knochenfische, aber auch Haie. Sie waren aber bis 2023 vorwiegend bei in Gefangenschaft (Zuchtanlagen und Aquarien) lebenden Arten beschrieben worden.
Die Untersuchungsergebnisse von Hewson et al. (2023) zeigten, dass der bei Diadema antillarum im östlichen Mittelmeer gefundene Erreger ein hochgradig produktives Pathogen ist, das in das Gewebe gesunder Seeigel eindringen kann, um unter noch nicht gut verstandenen Bedingungen eine starke Erkrankung und massive Mortalität zu verursachen.
Die Scuticociliose von Diadema antillarum in der Karibik trägt nach Vorschlag Hewson et al. (2023) die Bezeichnung „D.-antillarum-Scuticociliose“ (DaSc).
Wie 2024 offenbar wurde, besteht jedoch auf eine Anfälligkeit der ganze Diademseeigel-Familie für Scuticociliose, weshalb Roth et al. (2024) vorschlugen, allgemein den Begriff „Diadematidae-Scuticociliose“ (DSc) zu verwenden, um das gesamte Ausmaß dieses Phänomens zu erfassen.
Erkrankungen von Wirbeltieren und Wirbellosen durch Infektion mit Wimpertierchen der Scuticociliatia werden allgemein als Scuticociliose (englisch scuticociliatosis) bezeichnet.
Wie 2024 offenbar wurde, besteht auf eine Anfälligkeit der ganze Diademseeigel-Familie für Scuticociliose, weshalb Roth et al. (2024)vorschlugen, allgemein den Begriff „Diadematidae-Scuticociliose“ (DSc) zu verwenden, um das gesamte Ausmaß dieses Phänomens zu erfassen.

### Ökologische Auswirkungen
Das Massensterben dieser Stachelhäuter kann die marinen Ökosysteme stark beeinflussen, indem es die Dynamik und das Zusammenspiel der wichtigsten benthischen Organismen verändert.
Ihr Verlust trug in der Vergangenheit zu einer ungünstigen Veränderung der Konkurrenzverhältnisse zwischen Steinkorallen und benthischen Algen bei.
In Korallenriffen hat der Zusammenbruch der Stachelhäuterpopulationen zur Vermehrung der Algen und zum Rückgang der Korallen beigetragen, was zu weitreichenden Veränderungen im Ökosystem führte. Mit saisonalen Winteralgenblüten neigen die Korallenriffe im Roten Meer dazu, in Abwesenheit wichtiger Fressfeinde wie dem Gewöhnlichen Diademseeigel (D. setosum) und dem Kalmar-Diademseeigel (E. calamaris) in einen von Algen dominierten Zustand überzugehen.
Pflanzenfressende Fische sind zwar auch wichtige Algenfresser, können das Fehlen der Stachelhäuter aber nur teilweise kompensieren.
Zum einen fressen sie weniger vom Algenrasen als die Stachelhäuter,
zum anderen hat die starke Überfischung in vielen Teilen des Roten Meeres und vor allem im westlichen Indischen Ozean (WIO) den Bestand an pflanzenfressenden Fischen drastisch reduziert.
Der Zusammenbruch dieser wichtigen benthischen Weidegänger nicht nur im Roten Meer und im westlichen Indischen Ozean könnte zu einer Dominanz der Algen über die Korallen führen und die Stabilität der Korallenriffe in diesen Regionen bis hin zur Zerstörung gefährden.
Das derzeitige rasche Massensterben wichtiger Arten der diademseeigelartigen Diadematoida (insbesondere der Kladen von D. setosum, Echinothrix calamaris und Echinothrix diadema im Roten Meer und im WIO) ist alarmierend.
Denn gerade die Korallen im Roten Meer stellen im Gegensatz zu den sich weltweit verschlechternden Korallenriffen ein einzigartiges Ökosystem dar, das sich bisher als widerstandsfähig gegenüber globalen Veränderungen (Klimawandel) und Korallenbleiche erwies.

### Ursachen und Ausbreitung
Weitere Forschung ist nötig, insbesondere eine Analyse, inwieweit es Überschneidungen der von Korallen-RTN und DaSc (bzw. allgemeiner DSc) betroffenen Gebiete gibt, etwa um zu klären, ob (und wenn ja wo und unter welchen Umständen) es zu einem „Spillover“ der Erreger von Korallen auf Seeigel kam.
Ausgelöst durch die im Wasser übertragenen Krankheitserreger könnte sich das Sterben lokal durch Strömungen und Raubfische und über größere Entfernungen durch den Seeverkehr weiter ausbreiten, wie es bereits für das Massensterben von D. antillarum in der Karibik 1983–84 vermutet wird.
Die Ergebnisse von Roth et al. (2024) zeigen einen interessanten Zusammenhang zwischen den Infektionen und ihrer Nähe zu Häfen und Hauptschifffahrtsrouten (z. B. Aqaba und Nuwaiba sowie die Insel Réunion).

## Weiterführende Literatur
- Jean-Pascal Quod, Mathieu Séré, Ian Hewson, Lachan Roth, Omri Bronstein: Spread of a sea urchin disease to the Indian Ocean causes widespread mortalities—Evidence from Réunion Island. In: Ecology. Band 106, Nr. 1, 20. November 2024, S. e4476; doi:10.1002/ecy.4476 (englisch). Dazu:
  - “An Extremely Violent Global Pandemic” – Mysterious Disease Wipes Out Sea Urchins Worldwide. Auf: SciTechDaily vom 30. Januar 2025.